# Шлиппе (дворянский род)

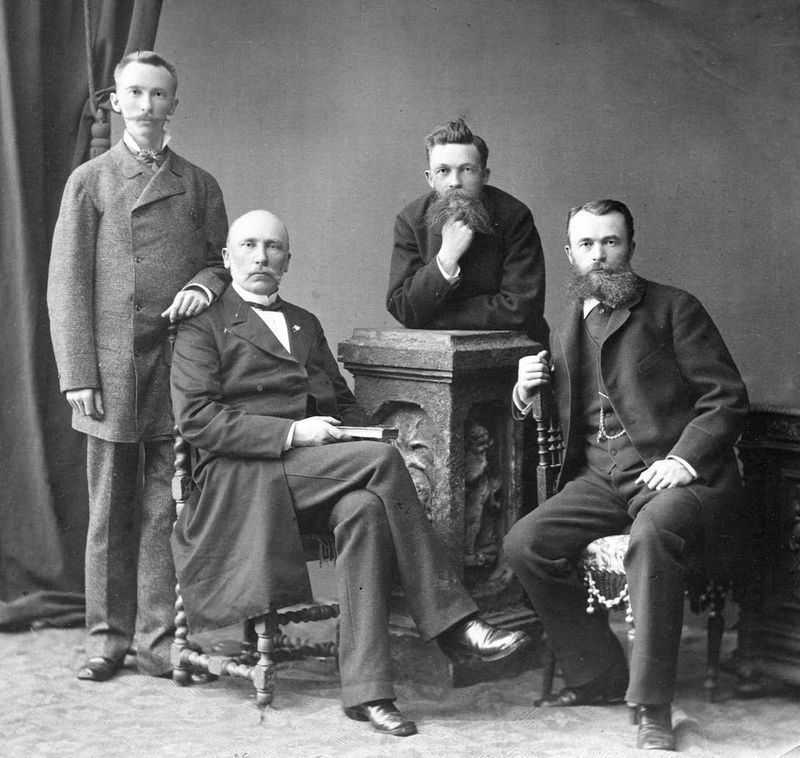
Сыновья К. И. Шлиппе Слева направо: Густав, Владимир, Виктор, Александр. 1870-е гг.

Шлиппе (нем. Schlippe) — дворянский род.

## Происхождение и история рода
Определением Герольдии от 20 Июля 1844 года утверждено постановление Московского Дворянского Депутатского Собрания от 7 Апреля 1844 года, о внесении Карла Ивановича Шлиппе, с женой Агнессой Фёдоровной и детьми Владимиром, Клементиной и Еленой, в третью часть Дворянской родословной книги, по Всемилостивейше пожалованному ему в 1839 году ордену Св. Станислава третьей степени.
- Александр Карлович (Вильгельм Александр Иоганн) (1842—1909) — сын Карла Ивановича, действительный статский советник, камергер, предводитель дворянства Верейского уезда; владел в Московской губернии имениями: Вышгород, Крымское, Ефимово, Спасское, Загряжское. Жена — Елизавета Ивановна, урожд. Фальц-Фейн (1849—1910);
- Фёдор Владимирович Шлиппе (1873—1951) — сын Владимира Карловича, директор департамента министерства земледелия; активный деятель столыпинской аграрной реформы.

## Описание герба
Щит пересечен и полурассечен. В правой верхней золотой части, чёрный, обращенный влево, возникающий лев, коронованный баронской короной и пронзённый мечом в пасть; в левой верхней серебряной части, восемь скошенных влево зеленых перевязей. В нижней червлёной части, три золотых кристалла пирамидальной формы.
На щите дворянский коронованный шлем. Нашлемник: возникающий червленый лев, держащий в лапах золотой кристалл щита. Намёт на щите справа чёрный с золотом, слева — червлёный с серебром. Герб рода дворян Шлиппе внесен в Часть 20 Общего гербовника дворянских родов Всероссийской империи, стр. 59.